# Антаманид
Антаманид — природное химическое соединение класса циклических пептидов (декапептид), открытое в 1972 году в бледной поганке (Amanita phalloides).
Обладает гепатопротекторным действием, защищая клетки печени от действия ядов бледной поганки — фаллоидина и в меньшей степени α-аманитина. В бледной поганке, однако, антаманид содержится в очень небольших количествах, не влияющих на её токсические свойства. Для лечения отравлений также не может применяться, поскольку необходимым условием его действия является введение до приёма ядовитых веществ или, по крайней мере, одновременно. Эксперименты на мышах показали, что введение антаманида в дозе 0,5 мг/кг обеспечивает 100% защиту от последующего введения 5 мг/кг фаллоидина (что является 100% летальной дозой).
Практического применения в настоящее время антаманид не имеет, продолжаются эксперименты по изучению механизма его действия, направленные на поиск эффективных средств против отравления бледной поганкой.
Внутрициклическое свободное пространство в молекуле антаманида имеет радиус около 100 пм и может вмещать в себя некоторые катионы, так, в присутствии ионов натрия и лития можно получить кристаллические комплексы включения. Однако, в отличие от некоторых антибиотиков циклопептидного строения (грамицидин С, валиномицин и другие) он не нарушает транспорт ионов через клеточные мембраны и не проникает через липидный монослой.
Считается маловероятным, что защитное действие антаманида обусловлено конкуренцией с фаллоидином за общий рецептор.

## Синтез антаманида
Первый синтез этого натурального продукта был произведен в 1969 году. С тех пор для получения соединения использовалось множество различных синтетических способов. Одним из распространенных методов синтеза линейной формы антаманида является метод исключенной защищающей группы. В этом процессе каждый из пептидов в цикле соединяется друг с другом по очереди путем реакций сопряжения. В этом случае сначала остаток валина защищается защитной группой Fmoc для защиты аминогруппы в аминокислоте. Затем пептид соединяется с холестеновой группой. Холестеновая группа - это защитная группа, используемая для защиты карбоксильной группы в аминокислоте. Затем удаляют группу Fmoc(Фторенилметилоксикарбонильная защитная группа) с образованием амина с использованием диэтиламина. Затем следующую аминокислоту в пептидной цепи добавляют к амину в реакции сопряжения того же типа, и процесс повторяется до тех пор, пока цепная форма цикла не будет завершена. Холестеновую группу удаляют с помощью цинка с уксусной кислотой.